# 北海道道921号開発峰延線
北海道道921号開発峰延線（ほっかいどうどう921ごう かいはつみねのぶせん）は、北海道美唄市内を結ぶ一般道道（北海道道）である。

## 概要

### 路線データ
- 起点：北海道美唄市開発町南（北海道道33号美唄月形線・北海道道979号開発茶志内線交点）
- 終点：北海道美唄市豊葦町（北海道道275号月形峰延線交点）
- 路線延長：6.3km（総延長）

## 歴史
- 1977年（昭和52年）3月31日 路線認定[1]。

## 地理

### 通過する自治体
- 空知総合振興局
  - 美唄市

### 交差する道路
美唄市
- 北海道道33号美唄月形線 - 開発町南（起点）
- 北海道道979号開発茶志内線 - 開発町南（起点）
- 北海道道275号月形峰延線 - 豊葦町（終点）